# Dre Kirkpatrick
D’Andre Lawan „Dre“ Kirkpatrick (* 26. Oktober 1989 in Gadsden, Alabama) ist ein ehemaliger US-amerikanischer American-Football-Spieler auf der Position des Cornerbacks. Er spielte acht Jahre lang er für die Cincinnati Bengals in der National Football League (NFL) und stand zuletzt bei den San Francisco 49ers unter Vertrag.

## Frühe Jahre
Kirkpatrick wuchs in seiner Geburtsstadt auf und besuchte dort die Gadsden City High School. Dort spielte er für die Footballmannschaft seiner Schule. Er kam in 35 Spielen und konnte unter anderem 193 Tackles, 17 Interceptions, 2 Sacks und 5 Touchdowns erzielen. Allerdings kam er teilweise auch als Kick Returner und Punt Returner zum Einsatz. Dafür wurde er ins First-Team All-State gewählt. Nach seinem Highschoolabschluss erhielt er ein Stipendium der University of Alabama in Tuscaloosa, Alabama, für die er von 2009 bis 2011 spielte. Nachdem er dort in seinem ersten Jahr noch primär Backup war, kam er in seinen letzten beiden Jahren als Stammspieler zum Einsatz. Insgesamt spielte er in 38 Spielen und konnte dabei 91 Tackles und 3 Interceptions verzeichnen, sowie drei Fumbles erzielen. Außerdem erzielte er einen defensiven Touchdown. Mit seinem Team war Kirkpatrick überaus erfolgreich. 2009 konnten sie die Southeastern Conference gewinnen, und sich für das BCS National Championship Game qualifizieren, dass sie mit 37:21 gegen die University of Texas at Austin gewinnen konnten. 2010 gewannen sie den Capital One Bowl, und 2011 konnten sie erneut das BCS National Championship Game gewinnen, diesmal mit 21:0 gegen die Louisiana State University. In den letzten beiden Jahren wurde er außerdem ins Second-Team All-SEC gewählt.

## NFL

### Cincinnati Bengals
Beim NFL-Draft 2012 wurde Kirkpatrick in der 1. Runde an 17. Stelle von den Cincinnati Bengals ausgewählt. Allerdings kam er in seinem ersten Jahr auch aufgrund einer Knieverletzung noch nicht wirklich zum Zuge. Sein NFL-Debüt gab er am 9. Spieltag der Saison 2012 bei der 23:31-Niederlage gegen die Denver Broncos, bei der er ein Tackles verzeichnete. Insgesamt kam er in seiner Rookie-Saison nur in 5 Spielen zum Einsatz und verzeichnete dabei 4 Tackles. Auch in der Saison 2013 kam er größtenteils als Backup zum Einsatz, kam aber trotzdem zu deutlich mehr Spielanteilen. Am 11. Spieltag konnte er beim 41:20-Sieg gegen die Cleveland Browns seinen ersten Sack in der Liga erzielen, dieser war an Quarterback Jason Campbell. Am darauffolgenden Spieltag konnte er seine erste Interception fangen, diese war vom Quarterback der San Diego Chargers, Philip Rivers, beim 17:10-Sieg der Bengals. Nachdem er am 15. Spieltag bei der 20:30-Niederlage gegen die Pittsburgh Steelers erstmals als Starter zum Einsatz kam, konnte er am letzten Spieltag beim 34:17-Sieg gegen die Baltimore Ravens sogar zwei Interceptions fangen, beide von Joe Flacco. Eine davon konnte er zu seinem ersten Touchdown in der Liga in die gegnerische Endzone tragen. Da die Bengals in dieser Saison 11 Spiele gewannen und nur 5 verloren, und somit die AFC-North-Division gewannen, konnten sie sich für die Playoffs qualifizieren. Dort trafen sie in der ersten Runde auf die San Diego Chargers. In dem Spiel gab Kirkpatrick bei der 10:27-Niederlage sein Postseasondebüt und konnte 2 Tackles verzeichnen.
Trotzdem blieb er auch in der Saison 2014 nur Backup. Am 16. Spieltag beim 37:28-Sieg gegen die Denver Broncos konnte Kirkpatrick erneut 2 Interceptions fangen, diesmal von Quarterback Peyton Manning, und aus einer einen Touchdown erzielen. Erneut konnten sie sich für die Playoffs qualifizieren, diesmal unterlagen die jedoch den Indianapolis Colts mit 10:26 in der 1. Runde. Ab der Saison 2015 wurde Kirkpatrick nun Stammspieler für die Bengals. Beim 31:7-Sieg gegen die St. Louis Rams am 12. Spieltag konnte er insgesamt 10 Tackles verzeichnen, sein Karrierehöchstwert. Zum dritten Mal in Folge konnte er sich mit den Bengals für die Playoffs qualifizieren, und zum dritten Mal in Folge schieden sie in der 1. Runde aus, diesmal mit 16:18 gegen die Pittsburgh Steelers. Auch in der Saison 2016 kehrte er als Starter zurück und kam in 15 von 16 Spielen zum Einsatz, allerdings verpassten die Bengals die Playoffs mit nur 6 Siegen. Am 8. Spieltag der Saison 2017 konnte er beim 24:23-Sieg gegen die Indianapolis Colts den 2. Sack seiner Karriere verzeichnen, diesmal an Quarterback Jacoby Brissett. Am 10. Spieltag konnte er bei der 20:24-Niederlage gegen die Tennessee Titans seinen ersten Fumble von Corey Davis erzwingen. Am darauffolgenden Spieltag konnte er beim 20:17-Sieg gegen die Denver Broncos eine Interception von Brock Osweiler in der eigenen Endzone fangen und für 101 Yards zurücktragen, ehe er einen Yard von einem eigenen Touchdown entfernt aufgehalten wurde. In der Saison 2018 kam er aufgrund von Verletzungen nur noch in 13 Spielen zum Einsatz, in der Saison 2019 nur noch in 6. Am 1. Spieltag der Saison 2019 konnte er bei der 20:21-Niederlage gegen die Seattle Seahawks einen Sack an Russell Wilson verzeichnen, nach dem 6. Spieltag, einer 17:23-Niederlage gegen die Baltimore Ravens, wurde er jedoch auf die Injured Reserve List gesetzt und kam nicht mehr zum Einsatz. Am 31. März 2020 wurde er nach acht Jahren bei den Bengals von ihnen entlassen.

### Arizona Cardinals
Daraufhin unterschrieb er am 23. August 2020 einen Vertrag bei den Arizona Cardinals. Sein Debüt für sein neues Team gab er am 1. Spieltag der Saison 2020 beim 24:20-Sieg gegen die San Francisco 49ers. Das Spiel war gleichzeitig sein 100. Spiel in der NFL. Bei der 23:26-Niederlage gegen die Detroit Lions am 3. Spieltag war er das erste Mal Starter. Am 6. Spieltag konnte er beim 38:10-Sieg gegen die Dallas Cowboys seine erste Interception für die Cardinals fangen, diese war von Andy Dalton, seinem Quarterback während seiner Zeit bei den Bengals, geworfen worden. Am darauffolgenden Spieltag konnte er beim 37:34-Sieg gegen die Seattle Seahawks wie schon 2015 10 Tackles erzielen. Insgesamt kam er in der ersten Saison für sein neues Team in 14 Spielen zum Einsatz, davon in 11 von Beginn an.

### San Francisco 49ers
Am 14. September 2021 nahmen die San Francisco 49ers Kirkpatrick für ein Jahr unter Vertrag, nachdem Jason Verrett sich im ersten Spiel der Saison das Kreuzband gerissen hatte. Sein Debüt für sein neues Team gab er am 2. Spieltag beim 17:11-Sieg gegen die Philadelphia Eagles, bei dem er in den Special Teams zum Einsatz kam. Am 4. Spieltag stand er bei der 21:28-Niederlage gegen die Seattle Seahawks sogar in der Defense in der Startformation der 49ers und konnte insgesamt drei Tackles verzeichnen. Kirkpatrick kam in insgesamt sechs Spielen für San Francisco zum Einsatz, bevor er nach dem 10. Spieltag wieder entlassen wurde.

## Karrierestatistiken
| Legende | Legende            |
| ------- | ------------------ |
| Fett    | Karrierehöchstwert |

### Regular Season
| Saison                             | Team             | Spiele | Spiele  | Tackles | Tackles | Tackles | Tackles | Tackles | Interceptions | Interceptions | Interceptions | Interceptions | Interceptions | Interceptions | Fumbles | Fumbles | Fumbles |
| Saison                             | Team             | Gesamt | Starter | Gesamt  | Solo    | Assist  | Sack    | Safety  | PD            | Int           | Yards         | Avg           | Lang          | TD            | FF      | FR      | TD      |
| ---------------------------------- | ---------------- | ------ | ------- | ------- | ------- | ------- | ------- | ------- | ------------- | ------------- | ------------- | ------------- | ------------- | ------------- | ------- | ------- | ------- |
| 2012                               | Bengals          | 5      | 0       | 4       | 4       | 0       | 0,0     | 0       | 0             | 0             | 0             | 0,0           | 0             | 0             | 0       | 0       | 0       |
| 2013                               | Bengals          | 14     | 3       | 30      | 23      | 7       | 1,0     | 0       | 5             | 3             | 21            | 7,0           | 21            | 1             | 0       | 1       | 0       |
| 2014                               | Bengals          | 16     | 2       | 23      | 20      | 3       | 0,0     | 0       | 7             | 3             | 32            | 11,7          | 30            | 1             | 0       | 0       | 0       |
| 2015                               | Bengals          | 16     | 15      | 70      | 63      | 7       | 0,0     | 0       | 16            | 0             | 0             | 0,0           | 0             | 0             | 0       | 0       | 0       |
| 2016                               | Bengals          | 15     | 14      | 46      | 35      | 11      | 0,0     | 0       | 10            | 3             | 21            | 7,0           | 21            | 0             | 0       | 0       | 0       |
| 2017                               | Bengals          | 14     | 14      | 55      | 47      | 8       | 1,0     | 0       | 14            | 1             | 101           | 101,0         | 101           | 0             | 1       | 1       | 0       |
| 2018                               | Bengals          | 13     | 13      | 41      | 35      | 6       | 0,0     | 0       | 9             | 0             | 0             | 0             | 0             | 0             | 0       | 0       | 0       |
| 2019                               | Bengals          | 6      | 6       | 33      | 27      | 6       | 1,0     | 0       | 4             | 0             | 0             | 0,0           | 0             | 0             | 0       | 1       | 0       |
| 2020                               | Cardinals        | 14     | 11      | 56      | 53      | 3       | 0,0     | 0       | 7             | 3             | 13            | 12,3          | 3             | 0             | 0       | 0       | 0       |
| 2021                               | 49ers            | 6      | 1       | 7       | 6       | 1       | 0,0     | 0       | 0             | 0             | 0             | 0,0           | 0             | 0             | 0       | 0       | 0       |
| Gesamte Karriere                   | Gesamte Karriere | 119    | 79      | 365     | 313     | 52      | 3,0     | 0       | 72            | 13            | 188           | 14,5          | 101           | 2             | 1       | 3       | 0       |
| Quelle: pro-football-reference.com |                  |        |         |         |         |         |         |         |               |               |               |               |               |               |         |         |         |

### Postseason
| Saison                             | Team             | Spiele | Spiele  | Tackles | Tackles | Tackles | Tackles | Tackles | Interceptions | Interceptions | Interceptions | Interceptions | Interceptions | Interceptions | Fumbles | Fumbles | Fumbles |
| Saison                             | Team             | Gesamt | Starter | Gesamt  | Solo    | Assist  | Sack    | Safety  | PD            | Int           | Yards         | Avg           | Lang          | TD            | FF      | FR      | TD      |
| ---------------------------------- | ---------------- | ------ | ------- | ------- | ------- | ------- | ------- | ------- | ------------- | ------------- | ------------- | ------------- | ------------- | ------------- | ------- | ------- | ------- |
| 2013                               | Bengals          | 1      | 1       | 2       | 2       | 0       | 0,0     | 0       | 0             | 0             | 0             | 0,0           | 0             | 0             | 0       | 0       | 0       |
| 2014                               | Bengals          | 1      | 1       | 4       | 3       | 1       | 0,0     | 0       | 1             | 0             | 0             | 0,0           | 0             | 0             | 0       | 0       | 0       |
| 2015                               | Bengals          | 1      | 1       | 3       | 2       | 1       | 0,0     | 0       | 0             | 0             | 0             | 0,0           | 0             | 0             | 0       | 0       | 0       |
| Gesamte Karriere                   | Gesamte Karriere | 3      | 3       | 9       | 7       | 2       | 0,0     | 0       | 1             | 0             | 0             | 0,0           | 0             | 0             | 0       | 0       | 0       |
| Quelle: pro-football-reference.com |                  |        |         |         |         |         |         |         |               |               |               |               |               |               |         |         |         |